# Pouligny-Saint-Pierre (formaggio)
Il pouligny-saint-pierre è un formaggio francese a pasta molle prodotto nel dipartimento dell'Indre.